# لارس ولدویک
لارس ولدویک (به انگلیسی: Lars veldwijk) (متولد ۲۱ اوت ۱۹۹۱) یک فوتبالیست حرفه ای است که به عنوان مهاجم برای باشگاه فوتبال سوون و تیم ملی فوتبال آفریقای جنوبی بازی می‌کند.